# العلاقات الأرمينية البوروندية
العلاقات الأرمينية البوروندية هي العلاقات الثنائية التي تجمع بين أرمينيا وبوروندي.

## مقارنة بين البلدين
هذه مقارنة عامة ومرجعية للدولتين:
| وجه المقارنة                                              | أرمينيا                    | بوروندي                                    |
| --------------------------------------------------------- | -------------------------- | ------------------------------------------ |
| المساحة (كم2)                                             | 29.74 ألف                  | 27.83 ألف                                  |
| عدد السكان (نسمة)                                         | 2.93 مليون                 | 10.86 مليون                                |
| الكثافة السكانية (ن./كم²)                                 | 98.52                      | 390.23                                     |
| العاصمة                                                   | يريفان                     | بوجومبورا، جيتيغا                          |
| اللغة الرسمية                                             | لغة أرمنية                 | اللغة الكيروندية، لغة فرنسية، لغة إنجليزية |
| العملة                                                    | درام أرميني                | فرنك بوروندي                               |
| الناتج المحلي الإجمالي (بليون دولار)                      | 11.54 مليار                | 3.48 مليار                                 |
| الناتج المحلي الإجمالي (تعادل القوة الشرائية) بليون دولار | 25.41 مليار                | 8.13 مليار                                 |
| الناتج المحلي الإجمالي الاسمي للفرد دولار أمريكي          | 3.49 ألف                   | 277                                        |
| الناتج المحلي الإجمالي للفرد دولار أمريكي                 | 8.07 ألف                   | 77                                         |
| مؤشر التنمية البشرية                                      | 0.743                      | 0.400                                      |
| رمز المكالمات الدولي                                      | +374                       | +257                                       |
| رمز الإنترنت                                              | .am، .հայ ‏                 | .bi                                        |
| المنطقة الزمنية                                           | ت ع م+04:00، توقيت أرمينيا | ت ع م+02:00                                |

## منظمات دولية مشتركة
يشترك البلدان في عضوية مجموعة من المنظمات الدولية، منها:
| علم المنظمة | اسم المنظمة                               | تاريخ انضمام أرمينيا | تاريخ انضمام بوروندي |
| ----------- | ----------------------------------------- | -------------------- | -------------------- |
|             | مؤسسة التنمية الدولية                     | 25 أغسطس 1993        | 28 سبتمبر 1963       |
|             | يونسكو                                    | 9 يونيو 1992         | 16 نوفمبر 1962       |
|             | وكالة ضمان الاستثمار متعدد الأطراف        | 5 ديسمبر 1995        | 10 مارس 1998         |
|             | الأمم المتحدة                             | 2 مارس 1992          | 18 سبتمبر 1962       |
|             | الاتحاد البريدي العالمي                   | ?                    | ?                    |
|             | البنك الدولي للإنشاء والتعمير             | 16 سبتمبر 1992       | 28 سبتمبر 1963       |
|             | الاتحاد الدولي للاتصالات                  | 30 يونيو 1992        | 16 فبراير 1963       |
|             | منظمة حظر الأسلحة الكيميائية              | ?                    | ?                    |
|             | مؤسسة التمويل الدولية                     | 18 أبريل 1995        | 28 نوفمبر 1979       |
|             | المركز الدولي لتسوية المنازعات الاستشارية | 16 أكتوبر 1992       | 5 ديسمبر 1969        |
|             | منظمة التجارة العالمية                    | 5 فبراير 2003        | 23 يوليو 1995        |
|             | منظمة الشرطة الجنائية الدولية             | ?                    | ?                    |

## وصلات خارجية
- موقع وزارة الخارجية الأرمينية